# Марстон, Роджер
Роджер Марстон (англ. Roger Marston, XIII век — 1303) — английский францисканский философ-схоласт и богослов.
Он учился у Джона Пэкхэма в Париже около 1270 года и, вероятно, также в Оксфорде несколько лет спустя; когда он был учеником Джона Пэкхэма, он был сокурсником Матфея из Акваспарты. В целом он следовал взглядам Пэкхэма на евхаристию. Он считал время абсолютным.
Он стал францисканским провинциалом (провинциальным приором) в Англии.